# فرانچسکو آنتونلی (بازیکن فوتبال)
فرانچسکو آنتونلی (انگلیسی: Francesco Antonelli؛ زادهٔ ۲۲ ژوئیهٔ ۱۹۹۹) بازیکن فوتبال اهل ایتالیا است.